# Matthias Garbitius
Matthias Garbitius (auch Matthias Illyricus; * um 1505 in Istrien; † 1559 in Tübingen) war ein deutscher Altphilologe.

## Leben
Im damaligen Illyrien gebürtig, kam er nach Nürnberg, wo er von Joachim Camerarius dem Älteren aufgenommen und am Aegidianum in der griechischen Sprache unterrichtet wurde. Er studierte daraufhin an der Universität Heidelberg und wechselte am 6. Mai 1534 an die Universität Wittenberg. Hier fand er in Martin Luther und Philipp Melanchthon seine Lehrer und erlangte im September 1534 den akademischen Grad eines Magisters. Am 13. September 1537 wurde er zum Professor der griechischen Sprache an der philosophischen Fakultät berufen.
Noch im gleichen Jahr wechselte er auf Melanchthons Fürsprache hin als Professor an die Universität Tübingen, wo er ebenfalls die Professur des Griechischen übernahm. Aufgrund seiner evangelischen Gesinnung musste er sich bei einer Tübinger Kirchenvisitation fachliche Kritik gefallen lassen. Dennoch verblieb er bis zu seinem Lebensende im Amt.